# Perdita Durango
Perdita Durango è un film del 1997, diretto da Álex de la Iglesia, tratto dal romanzo 59 Degrees and Raining: The Story of Perdita Durango dello scrittore statunitense Barry Gifford.

## Trama
Perdita Durango è una donna solitaria e pericolosa, che incontra al confine tra Messico e Stati Uniti d'America Romeo Dolorosa, un rapinatore di banche che si fa credere uno stregone appartenente alla setta della Santería. Con l'aiuto del suo assistente Adolfo (Screamin' Jay Hawkins) allestisce infatti dei riti vudù, ad uso di un gruppo di disperati che vogliono essere purificati.
Perdita accetta di superare il confine con gli Stati Uniti insieme a Romeo. Lì Romeo viene contattato dal cugino Reggie, che gli presenta il boss Santos. Questi chiede a Romeo di trasportare un camion pieno di embrioni umani, da utilizzare per l'industria cosmetica, fino a Las Vegas. Romeo accetta, prima però deve soddisfare la richiesta di Perdita, che vuole sequestrare due ragazzi per sacrificarli durante un rito.
Romeo e Perdita scelgono le loro vittime, i fidanzati Estelle e Duane, e li portano in un ranch al confine con il Messico. Lì i due ragazzi vengono torturati psicologicamente, quindi vengono stuprati dai due. Durante la cerimonia sacrificale irrompono gli ex soci traditi di Romeo, che ingaggiano una sparatoria. Perdita e Romeo riescono a fuggire, portandosi dietro Estelle e Duane. Il gruppo viene seguito in lontananza dall'agente Dumas, che subisce una serie di incidenti ma continua imperterrito a seguire i fuggitivi.
Venuto a conoscenza del fatto, Santos ordina l'uccisione di Dumas e di Romeo. Incaricato dell'omicidio di quest'ultimo è il cugino Reggie. Durante una sosta, Romeo si reca da Catalina, un boss al quale deve dei soldi. Facendogli credere di voler vendere Estelle, Romeo riacquista la sua fiducia, per poi ucciderlo selvaggiamente. Una volta arrivati a Las Vegas, Romeo si reca da un ex collega dei marine privo di un braccio. Perdita viene incaricata di controllare Estelle e Duane, mentre Romeo e l'ex marine si recano sul luogo della consegna. Perdita riesce a prendere le chiavi della stanza e libera Estelle e Duane, quindi si reca sul luogo della consegna.
Romeo e Reggie concludono l'affare. Improvvisamente un uomo spara a Romeo, che viene difeso dall'ex marine, che muore durante la sparatoria. Romeo e Reggie hanno un ultimo confronto. Romeo volta le spalle a Reggie, che gli spara proprio mentre irrompe Perdita, che uccide a sua volta Reggie con una fucilata al petto, quindi fugge. Dumas arriva sul luogo, e si avvicina a Romeo. Il volto di Dumas viene sostituito da quello di Gary Cooper, protagonista del western Vera Cruz, cult movie di Romeo durante la sua infanzia, che muore con il sorriso sulle labbra, mentre Perdita si aggira per le strade di Las Vegas piangendo.

## Produzione
Inizialmente il film doveva essere diretto da Bigas Luna. Il cast del film doveva essere composto da Madonna nel ruolo di Perdita Durango e da Dennis Hopper nel ruolo dell'agente Dumas, mentre Javier Bardem era già stato scelto per interpretare Romeo Dolorosa. Successivamente Madonna rifiutò il ruolo. Per interpretare Perdita Durango fu così scelta Victoria Abril, mentre per i ruoli di Romeo Dolorosa e dell'agente Dumas furono scelti Johnny Depp e Ray Liotta. Quando Bigas Luna abbandonò il progetto gli subentrò Álex De la Iglesia, che scelse Rosie Perez per il ruolo di Perdita, Javier Bardem per quello di Romeo e James Gandolfini per quello di Dumas.

## Distribuzione
In Italia è stato distribuito nelle sale cinematografiche soltanto otto anni dopo, il 26 maggio 2005. In molti paesi è stato tagliato dalla censura, per la sua violenza visiva e per alcuni suoi contenuti.

## Premi
- 1998: Festival internazionale del cinema fantastico di Bruxelles (premio speciale)
- 1998: Fantafestival (miglior attrice: Rosie Perez, miglior film)
- 1998: Fotogramas de Plata (miglior attore cinematografico: Javier Bardem)
- 1998: Premio Goya: (miglior trucco, miglior produttore)

## Censura
Il film fu censurato in molti paesi e conosce molte versioni. Quella originale dura 126 minuti. In Italia il film uscì nelle sale cinematografiche otto anni dopo, tagliato di 20 minuti. La versione integrale è stata comunque editata in DVD, distribuito dalla Cecchi Gori Group.

## Colonna sonora
La colonna sonora del film contiene i seguenti brani:
1. La Jaula De Oro (Los Tigrues del Norte)
2. De Sinaloa A California (Banda El Recodo de Cruz Lizárraga)
3. Flute Minuet Sonata C Major. BNV 1033 (Johann Sebastian Bach)
4. Camel Walk (Southern Culture on the Skids)
5. Soul City (Southern Culture on the Skids)
6. Spanish Flea (Herb Alpert & The Tijuana Brass)
7. El Cartel De A Kilo (Los Tucanes de Tijuana)
8. Little Girl (Electric Playboys)
9. Rumberito (The Group La Gloria de Roberto Contreras)
10. Pazzo Kids (R-Rhodes)
11. I Walk The Line (Johnny Cash)
12. Vera Cruz (H. Friedhofer, Sammy Cahn)
13. El Puño De Polvo (Los Tucanes de Tijuana)
14. Something For Nothing (Glen Matlock)
15. I'm Lonely (Jalacy Hawkins)

## Collegamenti ad altre pellicole
- Il personaggio di Perdita Durango era già apparso brevemente in Cuore selvaggio, diretto da David Lynch nel 1990, interpretato da Isabella Rossellini.
- Il look di Perdita Durango ricorda quello di Varla, personaggio interpretato da Tura Satana nel film Faster, Pussycat! Kill! Kill!, diretto da Russ Meyer nel 1965.
- Durante il film vengono trasmessi dalla televisione alcune sequenze della serie televisiva Mary Tyler Moore, del western Vera Cruz, diretto da Robert Aldrich nel 1954 e dell'anime Shin chōjin densetsu Urotsukidōji: Mataiden, diretto da Hideki Takayama nel 1993.